# Florian Sotoca
Florian Sotoca (ur. 25 października 1990 w Narbonie) – francuski piłkarz występujący na pozycji napastnika we francuskim klubie RC Lens. Wychowanek Narbonne, w trakcie swojej kariery grał także w takich zespołach, jak Martigues, Béziers, Montpellier oraz Grenoble.